# Павлов, Николай Никитович
Никола́й Ники́тович Па́влов (9 июня 1921, село Немково, Череповецкая губерния — 1 октября 1999, Киев) — полковник внутренних войск МВД СССР, участник Великой Отечественной войны, Герой Советского Союза (1943).

## Биография
Родился 9 июня 1921 года в селе Немково (ныне — на территории Лукинского сельсовета, Чагодощенского района Вологодской области). После окончания неполной средней школы работал сначала счетоводом, затем председателем сельскохозяйственной артели. В 1940 году Павлов был призван на службу в Рабоче-крестьянскую Красную Армию.
С начала Великой Отечественной войны — на её фронтах. В боях был тяжело ранен. К октябрю 1943 года старший сержант Н. Н. Павлов командовал пулемётным расчётом 931-го стрелкового полка 240-й стрелковой дивизии 38-й армии Воронежского фронта. Отличился во время битвы за Днепр. В ночь со 2 на 3 октября 1943 года расчёт Павлова переправился через Днепр в районе села Лютеж Вышгородского района Киевской области Украинской ССР и принял активное участие в боях за захват и удержание плацдарма на его западном берегу, лично уничтожив станковый пулемёт и около 30 солдат и офицеров противника. 3-4 ноября 1943 года батальон Павлова в числе первых вошёл в Киев.
Указом Президиума Верховного Совета СССР от 13 ноября 1943 года за «мужество и героизм, проявленные при форсировании Днепра и удержании плацдарма», старший сержант Николай Павлов был удостоен звания Героя Советского Союза с вручением ордена Ленина и медали «Золотая Звезда» за номером 2252.
После окончания войны служил во внутренних войсках. В 1979 году в звании полковника уволен в запас. Проживал в Киеве.
Умер 1 октября 1999 года, похоронен на Берковецком кладбище Киева.
Был также награждён орденами Красного Знамени, Отечественной войны 1-й и 2-й степеней, рядом медалей.